# Товарниця (заповідне урочище)
Това́рниця — заповідне урочище в Україні. Розташоване в межах Путильського району Чернівецької області, на південний схід від села Товарниця. 
Площа 15 га. Статус надано згідно з рішенням облвиконкому від 29.12.1972 року № 473 та від 30.05.1979 року № 198. Перебуває у віданні ДП «Путильський лісгосп» (Усть-Путильське лісництво, кв. 38, вид. 2). 
Статус надано з метою збереження мальовничого природного комплексу в межах масиву Покутсько-Буковинські Карпати. Зростають корінні смереково-ялицево-букові насадження. У трав'яному покриві трапляються жовтець карпатський (підлягає регіональній охороні на території Чернівецької області) та гніздівка звичайна (занесена до Червоної книги України). З фауни трапляються мінливець великий, тритон карпатський, тритон альпійський і сова довгохвоста, види, занесені до Червоної книги України. 